# II. Tukulti-Ninurta
II. Tukulti-Ninurta (uralkodott Kr. e. 890 – Kr. e. 884) az Újasszír Birodalom egyik jelentős uralkodója volt, aki apja, II. Adad-nirári nyomdokain haladva megerősítette Asszíria közel-keleti pozícióit – igaz, az ezeket biztosító belső államreformok csak fia, II. Assur-nászir-apli idején valósultak meg.
Keleti és északnyugati hadjáratai mellett kiemelkedő fontosságú egy hosszú, déli irányba tett menetelése. Kr. e. 885-ben az asszír sereg elindult Babilónia felé, de ezúttal nem támadó szándékkal. A déli szomszéd területére is beléptek, de a Babilon királya nyilván engedélyezte ezt, ugyanis az itteni városoktól nem szedtek sarcot, és csatára sem került sor. Végül az asszír haderő az Eufrátesz és a Hábur mentén tért haza. A behajtókörútról készített részletes kimutatás fennmaradt, és dokumentálja az összes szálláshelyet, valamint az egyes állomásokon beszedett sarcot. 
A beszedett áruk radikálisan különböztek az elődei által találtaktól: arany, ezüst, mirha, antimon, indiai rózsafa, elefántcsont, ón, színes szőttesek. Itt jelenik meg először az asszír szövegekben a teve, ekkor a kétpupú baktriai teve (udru). Ez jelentős gazdasági változást mutatott, mivel a karavánok korábbi szállítóállata, a szamár sokkal kisebb súlyt tudott egy nap alatt kisebb távolságra elvinni, mint a teve. A szállítási költségek csökkenésével megnőtt a szárazföldi utak jelentősége és fellendült a szárazföldi távolsági kereskedelem. 